# El Pedró Blanc
El Pedró Blanc és una muntanya de 1.196 metres que es troba al municipi de Gombrèn, a la comarca catalana del Ripollès.